# Tall al-Asfar
Tall al-Asfar – wieś w Syrii, w muhafazie Al-Hasaka. W 2004 roku liczyła 41 mieszkańców.